# Florent Ghisolfi
Pour les articles homonymes, voir Ghisolfi.
 (mai 2016).
Si vous disposez d'ouvrages ou d'articles de référence ou si vous connaissez des sites web de qualité traitant du thème abordé ici, merci de compléter l'article en donnant les références utiles à sa vérifiabilité et en les liant à la section « Notes et références ».
Florent Ghisolfi, né le 28 février 1985 à Aubagne, est un footballeur puis entraîneur français. Il évolue au poste de milieu de terrain du milieu des années 2000 au milieu des années 2010. Il occupe actuellement le poste de directeur sportif.

## Biographie

### Carrière de joueur
Florent Ghisolfi intègre le centre de formation du SC Bastia en 2000. Milieu de terrain défensif de formation, Florent travaille et intègre la réserve professionnelle du club qui évolue en CFA.
Lors de la saison, 2003-2004, il rejoint le groupe professionnel dirigé par Gérard Gili et s’y entraine régulièrement. Il apparait pour la première fois dans le groupe professionnel lors d'un déplacement face au Montpellier HSC (1-1) mais ne rentre pas en jeu. Lors de cette saison, il blesse, lors d’un duel aérien à l'entraînement, l’attaquant Frédéric Née, lui infligeant des fractures multiples à la pommette. La saison suivante, il ne dispute aucun match avec l'équipe première qui est reléguée en Ligue 2. En fin de championnat, il signe son premier contrat professionnel avec le SCB, d'une durée d'un an.
En 2005-2006, il parvient à s'imposer en équipe première et dispute une vingtaine de matches, championnat et coupes confondus, avec deux buts inscrits. Florent Ghisolfi se voit par la suite proposer une prolongation de contrat de deux ans par le Sporting Club. Il est désigné capitaine en octobre 2006 lors d'un match à l'extérieur face au Tours FC, à seulement 21 ans et devient ainsi le plus jeune capitaine de l’histoire du club. Le 4 juin 2010, après la relégation du SC Bastia en National, il signe pour deux ans au Stade de Reims, qui vient d'être promu en Ligue 2.
C’est au terme de sa deuxième saison à Reims que le club accède à la Ligue 1. Il signe alors une prolongation de deux ans, mais ces deux saisons sont marquées par les blessures, avec notamment une rupture des ligaments croisés du genou lors d’une victoire face au Paris Saint-Germain. Il joue son dernier match le 3 janvier 2014 en 32e finale de la Coupe de France face au Montpellier HSC et met fin à sa carrière professionnelle à la fin de la saison, à l’âge de 29 ans.
Un an après l’arrêt de sa carrière de footballeur professionnel, il rejoue en tant qu'amateur au RC Épernay, club de CFA 2, tout en étant entraîneur au Stade de Reims.

### Carrière d'entraîneur

#### Stade de Reims féminines (2015-2016)
Après avoir arrêté sa carrière, en septembre 2014, Florent Ghisolfi devient l'entraîneur de la section féminine du Stade de Reims qui vient d'être réactivée par le club champenois. Sous sa direction, les rémoises sont championnes de Division d'honneur Champagne-Ardenne et accèdent à la Division 2 dès 2015, en remportant les barrages interrégionaux.

#### Adjoint au Stade de Reims (2016)
Le 10 janvier 2016, Jean-Pierre Caillot annonce son intégration au staff d'Olivier Guégan pour l'épauler dans l'opération maintien,, le club champenois étant 17e de Ligue 1, un point devant le premier relégable.

#### Adjoint au PSG féminines (2016-2017)
À la suite de la relégation des Rémois, il rejoint le Paris SG et son équipe féminine en tant qu'adjoint de Patrice Lair pour la saison 2016-2017.

#### Adjoint au FC Lorient (2017-2019)
Le FC Lorient annonce le 5 juin 2017 qu'il fait partie du nouveau staff entourant Mickaël Landreau, nommé entraîneur principal du club breton à la suite de sa relégation en Ligue 2.

#### Coordinateur sportif au RC Lens (2019-2022)
Landreau démis de ses fonctions, il prend la direction du Racing Club de Lens en mai 2019 en tant que coordinateur sportif.
Sous sa direction le club lensois nomme Franck Haise en tant qu'entraîneur en 2019-2020, remonte en Ligue 1 à l'issue de cette saison et se maintient au plus haut niveau français durant les deux saisons suivantes. La réussite du recrutement, charge qui fait partie des attributions de Ghisolfi, avec des arrivées comme Jonathan Clauss ou Seko Fofana contribue à cette réussite sportive et suscite l'intérêt en début de saison 2022-2023 de l'Olympique Gymnaste Club de Nice.

#### Directeur sportif à l'OGC Nice (2022-2024)
Ghisolfi signe un contrat avec Nice le 1er octobre 2022 et annonce son choix aux dirigeants et aux joueurs lensois deux jours plus tard. Il y obtient une multiplication de salaire par 4, un poste bénéficiant de davantage de moyens financiers qu'au RC Lens et vit ainsi plus près de la Corse où résident ses enfants. Ghisolfi souhaite emmener avec lui à Nice son adjoint Grégory Thil, ce qui ne se concrétise pas. Le 5 octobre 2022, l'OGC Nice annonce son arrivée au poste de directeur sportif.

#### Directeur sportif à l'AS Roma (2024)
À la suite d'un bon passage à Nice, il signe à l'AS Roma. Il signe notamment Enzo Le Fée qu'il a connu au FC Lorient quelques saisons passées. Cependant ce passage ne se passe pas très bien, il est écarté du choix du futur coach à la suite du licenciement de Juric.